# Theseobacter
Genre
Les "Candidatus Theseobacter" forment un genre de bactéries de l'ordre Candidatus Theseobacterales du phylum candidat Auribacterota du règne des Bacteria.

## Historique
Ce genre est proposé en 2022 par T. J. Williams sous le nom de "candidatus Theseobacter" pour contenir les bactéries non cultivables de l'espèce "candidatus Theseobacter exili" identifiées dans les profondeurs d'une mine d'or et connues depuis la publication de Momper sous le nom de "MAG SURF_26",.

## Taxonomie
Le nom de candidatus Theseobacter" a été publié de manière non valide et ce nouveau nom est considéré comme le nom préféré et non pas le nom correct.

### Étymologie
L'étymologie du nom du genre Theseobacter est la suivante : The.se’o.bac.ter. Gr. masc. n. Thêseus, d'Athènes, un des Argonautes et fils de Poséidon, en référence au voyage en Antarctique, et à l'origine marine du Lac Ace (Θησεύς); N.L. masc. n. bacter, bactérie; N.L. masc. n. Theseobacter, la bactérie de Thésée,.

### Liste des genres
Selon la base de nomenclature LPSN (09/08/2023), ce genre ne contient qu'une espèce candidate :
- "Candidatus Theseobacter exili" Williams et al. 2022 nom préféré (nom non correct)